# チュルク液
チュルク液（英語：Turk's solution）とは、メチレンブルーやクリスタルバイオレットなどの染色剤少量と、1％から2％の酢酸と、溶媒の水から成る試薬である。白血球数算定用染色液とも呼ばれ、血液試料中の白血球・赤血球・血小板の細胞膜を破壊し、赤血球を溶かし、白血球を数えやすくするため白血球の核を染色するために使用されることがある。